# Skender Vakuf
Skender Vakuf  (srpski: Кнежево, Kneževo) je općina u Bosni i Hercegovini, na obroncima planine Vlašić.

## Zemljopis
Općina Skender Vakuf se nalazi 50 km jugistočno od Banje Luke s kojom je povezana magistralnim putem M-56. Prostire se na površini od 2500 km2, na kojoj je nastanjeno 17350 stanovnika. Nalazi se na nadmorskoj visini od 864 m, i vrlo je bogata kao crnogoričnom tako i bjelogoričnom šumom.

## Povijest
Skender-Vakuf je osnovan u drugoj polovini 17. stoljeća. Osnivačem grada se smatra Ali-dedo Skender, po kojem je grad i dobio ime. U Skender-Vakufu se nalazila jedna od najstarijih džamija u Bosni i Hercegovini, džamija Ali-dede Skendera, u narodu poznata kao Stara džamija, jedina džamija na Balkanu koja je u unutrašnosti sadržavala kabur. Ovu džamiju je izgradio jedan od četiri sina Ali-Dede, poznat kao Ali-Hodža, koji se zajedno sa Skender-Vakufom prvi put spominje u sidžilu jajačkog kadije. Džamiju su zajedno s drugom skendervakufskom džamijom poznatom kao Nova džamija, početkom rata (1991./1992.) godine srušile velikosrpske snage provodeći etničko čišćenje Bošnjaka. Nakon toga velikosrpska vlast u Skender-Vakufu mijenja ime grada i općine u Kneževo.
Na području općine Skender Vakuf, nalazi se veliki broj stećaka, kamenih spomenika iz srednjovjekovne Bosne. Najpoznatiji su oni na selu Baština, nedaleko od grada. Iz XVII. i XVIII. stoljeća nalazimo veći broj drvenih crkava, zanimljive, lokalne arhitekture. Najpoznatije su one u Javoranima (crkva brvnara u Javoranima) i u Imljanima (Sv. Ilije), koje je zavod za zaštitu spomenika kulture BiH, uknjižio kao kulturnu baštinu. U crkvi Sv. Ilije u Imljanima čuva se vrijedna relikvija, poznata kao đedovski štap, za koju lokalno stanovništvo vjeruje da je štap svetitelja po kome je crkva dobila ime. Nakon Daytonskog sporazuma, pretežito hrvatska sela južno od rijeke Ugar formirala su općinu Dobretići, unutar Federacije Bosne i Hercegovine. Ta su sela do 1961. pripadala općini Jajce.

## Stanovništvo

### Popisi 1961. – 1991.
| Stanovništvo općine Skender Vakuf |                  |                  |                  |
| godina popisa                     | 1991.            | 1981.            | 1971.            |
| Srbi                              | 13.263 (68,30 %) | 15.953 (69,51 %) | 15.926 (74,35 %) |
| Hrvati                            | 4770 (24,56 %)   | 5395 (23,50 %)   | 4431 (20,68 %)   |
| Muslimani                         | 1071 (5,51 %)    | 1141 (4,97 %)    | 947 (4,42 %)     |
| Jugoslaveni                       | 169 (0,87 %)     | 318 (1,38 %)     | 9 (0,04 %)       |
| ostali i nepoznato                | 145 (0,74 %)     | 141 (0,61 %)     | 106 (0,49 %)     |
| ukupno                            | 19.418           | 22.948           | 21.419           |

#### Skender Vakuf (naseljeno mjesto), nacionalni sastav
| Skender Vakuf      |                |                |               |
| godina popisa      | 1991.          | 1981.          | 1971.         |
| Srbi               | 2484 (66,08 %) | 1491 (51,23 %) | 723 (42,83 %) |
| Muslimani          | 1063 (28,27 %) | 1118 (38,41 %) | 923 (54,68 %) |
| Hrvati             | 42 (1,11 %)    | 45 (1,54 %)    | 17 (1,00 %)   |
| Jugoslaveni        | 111 (2,95 %)   | 205 (7,04 %)   | 5 (0,29 %)    |
| ostali i nepoznato | 59 (1,56 %)    | 51 (1,75 %)    | 20 (1,18 %)   |
| ukupno             | 3759           | 2910           | 1688          |

### Popis 2013.
| Stanovništvo općine Skender Vakuf |                |
| godina popisa                     | 2013.          |
| Srbi                              | 9288 (94,84 %) |
| Bošnjaci                          | 429 (4,38 %)   |
| Hrvati                            | 31 (0,32 %)    |
| ostali i nepoznato                | 45 (0,46 %)    |
| ukupno                            | 9793           |

| Skender Vakuf – naseljeno mjesto |                |
| godina popisa                    | 2013.          |
| Srbi                             | 3278 (87,44 %) |
| Bošnjaci                         | 425 (11,34 %)  |
| Hrvati                           | 10 (0,27 %)    |
| ostali i nepoznato               | 36 (0,96 %)    |
| ukupno                           | 3749           |

## Naseljena mjesta
Općinu Skender Vakuf sačinjavaju sljedeća naseljena mjesta:
Bastaji, 
Bokani, 
Borak, 
Bregovi, 
Čarići, 
Ćukovac, 
Donji Korićani,
Golo Brdo, 
Gornji Korićani,
Imljani, 
Javorani, 
Kobilja, 
Kostići, 
Mokri Lug, 
Paunovići, 
Rađići, 
Skender Vakuf, 
Šolaji, 
Vlatkovići i 
Živinice.
Poslije potpisivanja Daytonskog mirovnog sporazuma, najveći dio općine Skender Vakuf, sa Skender Vakufom ušao je u sastav Republike Srpske. U sastav Federacije BiH ušla su sljedeća naseljena mjesta:
Brnjići, 
Bunar, 
Davidovići, 
Dobretići, 
Donji Orašac, 
Gornji Orašac, 
Kričići-Jejići, 
Melina,
Mijatovići, 
Milaševci, 
Pavlovići, 
Prisika, 
Slipčevići, 
Vitovlje Malo, 
Vukovići, 
Zapeće, 
Zasavica i 
Zubovići. 
Od ovog područja nastala je općina Dobretići. Naseljena mjesta Donji Korićani i Gornji Korićani ranije su pripadala općini Travnik koja je ušla u sastav Federacije BiH. 

## Šport
- Malonogometni klub "Dubrave" – od 1974.
- Karate klub "Kneževo" – od 2000.